# Ved Buens Ende
A Ved Buens Ende (stilizált alakja: Ved Buens Ende…) norvég black/avantgard metal együttes. A Ved Buens Ende 1993-ban alakult Oslóban. Első nagylemezüket 1995-ben jelentették meg. 1997-ben feloszlottak, majd 2006-tól 2007-ig újból aktívak voltak. 2019-ben újra összeállt a zenekar és a mai napig működnek. Lemezeiket a Misanthropy Records kiadó jelentette meg. Nevük nagyjából a következőt jelenti: "a szivárvány végéig". Zenéjükben a dzsessz és a black metal elemei egyaránt keveredtek. 
Vicotnik a szintén norvég Dødheimsgard zenekarban is játszik, Carl-Michael Eide (művésznevén Czral) pedig szintén tevékenykedik több más norvég zenekarban is.

## Tagok
- Czral (Carl-Michael Eide) - dobok
- Vicotnik - gitár
- Skoll - basszusgitár
- Plenum - basszusgitár
- Esso - dobok
- Øyvind Mirvoll - dob (2019-)

## Diszkográfia
Stúdióalbumok
- Written in Waters (1995)
- Those Who Caress the Pale (1997)